# 6136 Gryphon
6136 Gryphon è un asteroide della fascia principale. Scoperto nel 1990, presenta un'orbita caratterizzata da un semiasse maggiore pari a 3,0220528 UA e da un'eccentricità di 0,0643186, inclinata di 11,19428° rispetto all'eclittica.